# The Game (álbum de Crispy)
The Game é o álbum de estreia (e único) do grupo de bubblegum dance dinamarquês Crispy, lançado em 1998. Este lançamento ocorreu apenas na Europa e na Asia. O álbum fez muito sucesso tanto na Dinamarca como em Cingapura aonde foi campeão de vendas.O álbum fez tanto sucesso que foi premiado na Escandinávia com "Pop Shop Award '98" de Melhor Lançamento  escandinavo, batendo outros 15 nomeados.
The Game foi gravado e mixado na Dinamarca, Suécia e Alemanha. Várias versões do álbum foram lançadas, sendo a mais comum o lançamento de 12 faixas.O álbum também teve uma versão japonesa que continha quatro faixas inéditas "Bad Girls" e "Happy King". As canções de maior desempenho do álbum São: "Licky Licky", "Banana Bay" e "The Game".

## Faixas

### The Game
1. "Always On My Mind" (Kai, Mads) - 3:54
2. "Bubble Dancer"  (Kai, Mads) - 3:55
3. "Licky Licky"  (Kai, Mads) - 3:34
4. "Kiss Me Red"  (Kai, Mads) - 3:28
5. "Secret"  (Kai, Mads) - 3:39
6. "Mr. Dinosaur"  (Kai, Mads)  - 3:57
7. "Love Is Waiting"  (Kai, Mads) - 3:37
8. "Lover On The Line" (Kai, Mads) - 2:57
9. "Calendar Girl"  (Kai, Mads) -3:32
10. "Enchantment"  (Kai, Mads) - 3:27
11. "Banana Bay"  (Kai, Mads) - 3:14
12. "The Game"  (Kai, Mads) - 3:24

## Paradas
| Ano  | Parada             | Posição |
| ---- | ------------------ | ------- |
| 1998 | Pop Shop Award '98 | 1       |